# Shūji Miya
Shūji Miya (japonais 宮 柊二; 23 août 1912 - 11 décembre 1986) est un poète japonais.
Miya doit payer une visite au collège pour l'entretien de sa famille, parce que son père a fait faillite avec une librairie (?). Occasionnellement, il travaille comme secrétaire du poète Hakushū Kitahara qui l'encourage. Comme son engagement en Chine pendant la Seconde Guerre mondiale a ruiné sa santé, il quitte son activité professionnelle en 1960 pour se consacrer entièrement à l'écriture. Avec Yoshimi Kondō, Miya est un des poètes de tanka les plus connus de la période d'après-guerre.

## Source de la traduction
- (de) Cet article est partiellement ou en totalité issu de l’article de Wikipédia en allemand intitulé « Miya Shūji » (voir la liste des auteurs).